# Danh sách thần tượng Nhật Bản
Đây là danh sách thần tượng Nhật Bản, một kiểu người nổi tiếng giành được danh tiếng và sự hâm mộ của công chúng ở quy mô lớn tại Nhật Bản dựa trên  những ưu điểm ngoại hình và những đặc điểm khác của thần tượng. Từ "thần tượng" hầu như luôn được sử dụng để chỉ một người phụ nữ trẻ, mặc dù có một số lượng thần tượng nam đáng kể.

## A
- AAA (Nhóm)
- Airi & Meiri
- Anzai Hiroko
- Aya Hirano
- Ayumi Hamasaki (Ex-Idol)
- Arashi (Nhóm)
- Aiba Masaki
- Arioka Daiki
- Asada Miyoko
- Asaoka Megumi
- Azama Mew
- Aki Hoshino
- Arashiro Beni
- Aragaki Yui
- Amachi Mari
- AKB48 (Nhóm)
- Akanishi Jin
- A.B.C-Z (Nhóm)

## B
- BaBe
- BeForU (Nhóm)
- Beckii Cruel
- Berryz Koubou (Nhóm)
- BiSH (Nhóm)
- Bonnie Pink (post-idol)
- Buono! (nhóm)

## C
- ℃-ute (Nhóm)
- Candies (Nhóm)
- Chan Agnes
- Chinen Yuri
- CoCo (group)
- Crystal Kay
- Cymbals (ban nhạc)

## D
- Durbrow Alisa
- Doi Asami

## E
- Enomoto Kanako
- Erina Mano

## F
- Flame (ban nhạc)
- Fukada Kyoko
- Fujimura Asami
- Fujimoto Miki

## G
- Gackt (post-idol)
- Goto Maki

## H
- Horikita Maki
- Hayami Mokomichi
- Hama Chisaki
- Hasebe Yu
- Hirosue Ryoko
- Hiro
- Halna
- Hajime Chitose
- Hujimura Asami
- Hikaru Genji (Nhóm)
- Higawara Mai
- Hinoi Team (Nhóm)
- Hey! Say! JUMP (Nhóm)
- Hironori Kusano

## I
- Ikuta Toma
- Inoue Mao
- Inoue Waka
- Irie Saaya
- Ishihara Satomi
- Ito Yuna
- Izaki Hisato
- Izaki Yusuke

## K
- Kato Shigeaki
- Kayo Aiko
- Kijima Noriko
- Kitagawa Keiko
- Kinoshita Ayumi
- Koda Kumi
- Komatsu Ayaka
- Komatsu Miho
- Kadena Reon
- Kuriyama Chiaki
- Kanata Hongo
- Kusumi Koharu
- Kawabe Chieco
- Kanbe Miyuki
- Kawase Tomoko
- Kira Pika (Nhóm)
- KAT-TUN (Nhóm)
- Koyama Keiichiro
- Kamenashi Kazuya
- Kawamura Yukie
- King & Prince (Nhóm)

## L
- L'Arc-en-Ciel (Nhóm)
- LM.C (Lovely Mocochang.Com) (Nhóm)

## M
- Matsuyama Kenichi (Death Note's "L")
- Matsumoto Jun
- Mizobata Junpei
- Masuda Takahisa
- Matsuura Aya
- Megumi
- Airi & Meiri
- Mihiro Taniguchi
- Morning Musume (Nhóm)
- Matsuda Seiko
- Minami Saori
- Masako Mori
- Mizuki Nana
- Myco
- Makino Yui

## N
- Namie Amuro
- Nagasawa Misami
- Nakagawa Shoko
- Nakama Yukie
- Nakayama Miho
- Naniwa Danshi (Nhóm)
- Nishida Hikaru
- Nishikido Ryo
- Natsukawa Jun
- NEWS (Nhóm)
- Natsuyaki Miyabi
- Nakamaru Yuichi
- Ninomiya Kazunari

## O
- Odaka Megumi
- Ogura Yuko
- Ohno Satoshi
- Ōta Hiromi
- Ohta Takako
- Okada Yukiko
- Oguri Shun
- Onyanko Club (Nhóm)
- Osamu Mukai

## P
- The Peanuts (duo)
- Perfume (Nhóm)
- Pink Lady (Mie, Kei)

## R
- Ribbon

## S
- Sawajiri Erika
- Sakai Noriko
- Sakamoto Maaya
- Sawai Miyu
- SMAP (Nhóm)
- Sayaka
- Sakakibara Ikue
- Sakurada Junko
- Suzuki Airi
- Suzuki Ranran
- Sakurai Sho
- Sexy Zone (Nhóm)
- SixTONES (Nhóm)
- Snow Man (Nhóm)
- Sasakama Risuko
- Sugimoto Yumi

## T
- Tackey & Tsubasa
- Tsumabuki Satoshi
- Tachibana Kana
- Tanaka Reina
- Toda Erika
- Tsugunaga Momoko
- Tegoshi Yuya
- Tanaka Koki
- Taguchi Junnosuke
- Travis Japan (nhóm)
- Taki Arisa
- Tegomass (Nhóm)

## U
- Uchida Yuki
- Ueto Aya
- Uehara Takako
- Uverworld (Nhóm)
- Ueda Tatsuya

## V
- Vanilla Mood (Nhóm)
- v-u-den (Nhóm)

## W
- Wink (ban nhạc)
- w-inds (Nhóm)

## Y
- Yamaguchi Momoe
- Yamamoto Linda
- Yoshioka Miho
- Yamashita Tomohisa
- Yamada Ryosuke
- Yoshizawa Hitomi
- Yamada Takayuki

## Z
- Zone (Nhóm)